# Kilmarnock
Kilmarnock, schottisch-gälisch: Cille Mheàrnaig, ist mit etwa 46.159 Einwohnern die größte Stadt und gleichzeitig Verwaltungssitz von East Ayrshire, einer Council Area im Südwesten Schottlands. Kilmarnock liegt etwa 40 Kilometer südwestlich von Glasgows Stadtzentrum in den schottischen Lowlands.

## Geschichte
Der Name Kilmarnock ist vermutlich von dem frühen christlichen Missionar St. Marnock und dem gälischen oder lateinischen Wort für Kirche oder Einsiedlerzelle abgeleitet (schottisch-gälisch cill ‚Kirche‘; lateinisch cella ‚Einsiedlerzelle‘). Die ersten Siedlungen im Gebiet des heutigen Kilmarnock gab es bereits zur Bronzezeit, aber erst nach dem Erhalt der Royal Charter (Gründungsurkunde) 1592 begann die Stadt zu wachsen. 1668 brannte sie ab. Ab dem Beginn der Industrialisierung um 1810 wurde sie planmäßig erweitert.

## Geographie
Kilmarnock liegt im Urstromtal eines während der kurzen eiszeitlichen Sommer durch das Gletscherschmelzwasser enorm anschwellenden Flusses. Heute fließen gerade mal zwei kleine Flüsse, River Irvine und Kilmarnock Water, durch Kilmarnock.

## Wirtschaft
Kilmarnock ist eine Industriestadt in einem ehemaligen Bergbaurevier, das den Herzögen von Portland gehörte. Seit 1812 wurde die Kohle mit der ersten schottischen von Pferden gezogenen Schienenbahn zum Hafen von Troon abtransportiert. Im 19. Jahrhundert wurden hier auch Lokomotiven produziert; der Reparaturbetrieb hielt sich bis 1952. Eine Traktorenfabrik existierte bis 1959. Heute werden noch Diesellokomotiven von Wabtec Rail Scotland gewartet. Neben Strickwaren und anderen Bekleidungsartikeln werden Ventile und Milchprodukte hergestellt. Die Produktion von Hauben geht bis auf das Jahr 1603 zurück.
Das mit Abstand international bekannteste Produkt aus Kilmarnock war der von der 1820 in der Stadt gegründeten Firma John Walker and Sons unter der Marke Johnnie Walker hergestellte Blended Whisky, der heute eine der meistgekauften Whiskymarken der Welt ist und in viele Länder exportiert wird. Die Fabrik wurde von Diageo, dem heutigen Besitzer der Marke, trotz erheblicher öffentlicher Proteste im Jahr 2012 geschlossen, der Whisky wird seitdem in Diageo-Standorten in Glasgow und Fife verschnitten und abgefüllt.
Der Tiefpunkt der wirtschaftlichen Entwicklung war gegen 2005 erreicht. Seither erholen sich zumindest Einzelhandel und Bauhandwerk. Die Arbeitslosigkeit betrug im Juni 2010 immer noch 7,5 Prozent.

## Kultur und Sehenswürdigkeiten
Eine der schönsten Sehenswürdigkeiten Kilmarnocks ist Dean Castle im nördlichen Teil der Stadt. Der älteste Teil der Festung ist der von Boyd Familie um 1350 errichtete rechteckige Bergfried. Den Boyds wurde das Anwesen Kilmarnock 1316 von Robert I. (besser bekannt als Robert the Bruce) als Dank für ihre Unterstützung im Unabhängigkeitskrieg und der Schlacht von Bannockburn gegen Eduard II. im Jahre 1314 überlassen.
Die Old High Kirk wurde in den 1730er Jahren, die Laigh Kirk 1802 und die Holy Trinity Church 1859 erbaut.
Im Gedenken an die erste Veröffentlichung (First Edition) oder Kilmarnock Edition von Robert Burns im Jahre 1786 steht im Stadtzentrum Kilmarnocks eine Statue von Burns und dem Drucker John Wilson. Eine Originalausgabe von Burns Kilmarnock Edition ist neben einer Sammlung von Burns handschriftlichen Manuskripten im Dean Castle ausgestellt.

## Museen
Das 1901 eröffnete Dick Institute ist Bücherei, Museum und zugleich eine Kunstgalerie mit wechselnden Ausstellungen. Die Präsenzbibliothek ist für ihre Sammlung in den Bereichen Geologie, Schottische Archäologie und Naturgeschichte über Schottlands Grenzen hinaus bekannt.

## Verkehr

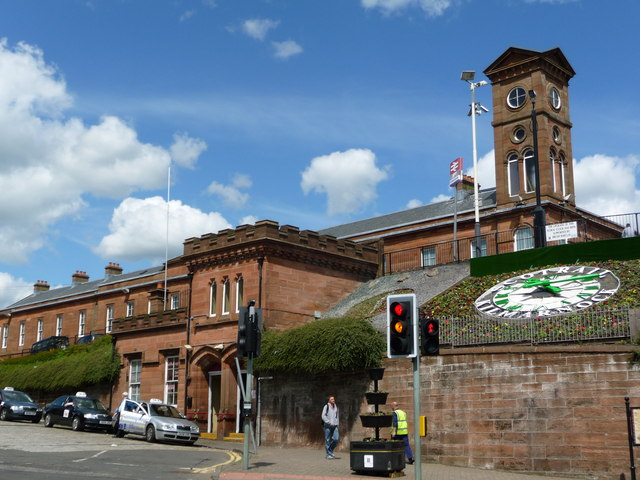
Bahnhof Kilmarnock

Der Bahnhof von Kilmarnock liegt an der Bahnstrecke Glasgow – Carlisle. Er besteht seit 1812 und ist damit einer der ersten Bahnhöfe in Schottland. Der jetzige Bau stammt aus dem Jahr 1846.
Die für das hohe Verkehrsaufkommen unzureichende A77 wurde zur M77 mit Anschluss an die Glasgow Southern Orbital (GSO) ausgebaut., die von Newton Mearns bis nach Fenwick in East Ayrshire reicht und  die Hauptverkehrsader für Ayrshire und den gesamten Südwesten Schottlands ist.
Glasgow Prestwick International Airport liegt nur knapp 30 Minuten mit dem Pkw von Kilmarnock entfernt.

## Sport
Der 1869 gegründete Fußballverein FC Kilmarnock spielt in der Scottish Premiership.

## Städtepartnerschaften
- Alès im Département Gard (Frankreich) seit 1974
- Kulmbach in Bayern (Deutschland) seit 1974
- Herstal in Wallonien (Belgien) seit 1977
- Joué-lès-Tours im Département Indre-et-Loire (Frankreich) seit 1990
- Santa Coloma de Gramenet in Katalonien (Spanien) seit 1994

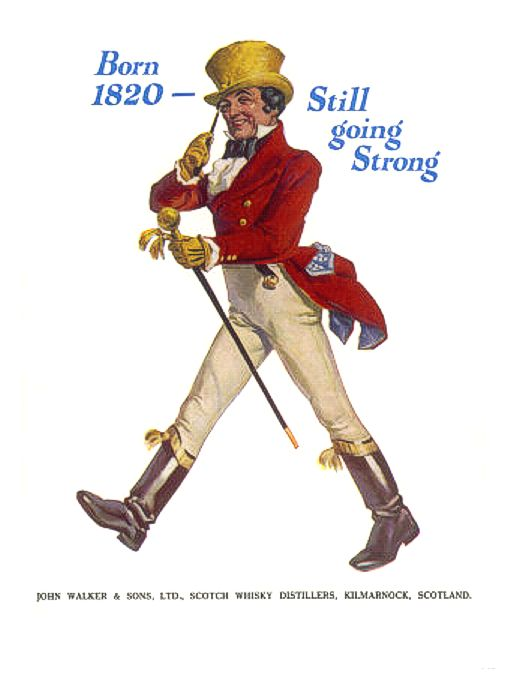
Logo Johnnie Walker

- Sochumi in Abchasien (Georgien)

## Persönlichkeiten
- John Walker (1805–1857) gab im Jahre 1820 die Landwirtschaft auf und kaufte einen Kolonialwarenladen in Kilmarnock. Das Geschäft mit dem unter seinem Namen verkauften Whisky florierte und Walker’s Kilmarnock Whisky (Johnnie Walker) wurde weltbekannt.
- Der schottische Schriftsteller Robert Burns hat 1786 seine The Kilmarnock Poems (Poems, Chiefly in the Scottish Dialect) veröffentlicht. ISBN 0-460-00343-7
- James und Ben Johnston wurden hier geboren und leben bis heute in Kilmarnock. Die Zwillinge bilden die Rhythmusgruppe (Bass & Schlagzeug) sowie die Background-Stimmen der schottischen Band „Biffy Clyro“.
- James Tannock (1783–1863), Porträtmaler
- James Hart (1828–1901), schottisch-US-amerikanischer Maler der Düsseldorfer Schule
- David Mitchell (1866–1948), Fußballspieler
- John McPherson (1868–1926), Fußballspieler und -funktionär
- Bill Agnew (1880–1936), Fußballspieler
- Robert Thomson Leiper (1881–1969), Parasitologe und Tropenmediziner
- Alexander Stevens (1886–1965), Polarforscher, Biologe und Geologe
- William McIlvanney (1936–2015), Schriftsteller
- Robin Smith (1943–2019), Autorennfahrer und Rennstallbesitzer
- Rose Reilly (* 1955), schottisch-italienische Fußballspielerin
- Bill Niven (* 1956), Historiker
- Pat McKay (* 1957), Karateka und mehrfacher Karate-Weltmeister
- Graeme Macrae Burnet (* 1967), Schriftsteller
- Lilly Aspell (* 2007), Schauspielerin und Springreiterin